# Мінімальне кістякове дерево

Приклад мінімального кістякового дерева в планарному графі. Кожне ребро має позначку з вагою, яка приблизно пропорційно його довжині.

Мінімальне кістякове дерево у зв'язаному, зваженому, неорієнтованому графі — це кістяк цього графу, що має мінімальну можливу вагу, де під вагою дерева розуміється сума ваг його ребер.

## Визначення
Нехай маємо граф {\displaystyle G=(V,E),} де {\displaystyle V} — множина вершин, а {\displaystyle E} — множина ребер. І для кожного ребра {\displaystyle (u,v)\in E} відома його вага {\displaystyle w(u,v).} Мінімальним кістяковим деревом називається множина {\displaystyle T\subseteq E,} що поєднує всі вершини і чия повна вага
{\displaystyle w(T)=\sum _{(u,v)\in T}w(u,v)}
є найменшою.

## Алгоритми пошуку
Існує декілька алгоритмів для побудови мінімального кістякового дерева:
- Алгоритм Прима;
- Алгоритм Крускала;
- Алгоритм Борувки;
- Алгоритм двох китайців.